# Yogurinha Borova
Yogurinha Borova (Bilbao, 1969) es una drag queen, actriz, activista y cabaretera española. Es un personaje creado por el llodiano Eduardo Gaviña Marañón.

## Biografía
En un principio, sin nombre artístico aún, formó parte de Las Spice Gays, espectáculo homenaje a las Spice Girls del bar El Convento de Bilbao. Las Fellini, un grupo de humoristas travestis, le ofrecieron formar parte de su espectáculo en el bar Bailongo, donde decidió llamar a su nuevo personaje como Yogurinha Borova. Su carrera artística se desarrolló bares y otras salas de espectáculos, donde amenizaba diversas fiestas celebradas, como despedidas de solteros. Diez años después abandonó el grupo y ejerció como cantante.
Como solista, además de actuar en espectáculos y fiestas, participó en espectáculos musicales (como el Marbella Grill Festival o Elektro in Rio). Ha intervenido en el Zinegoak en las fiestas de apertura y cierre del festival de cine, en las cadenas de televisión Canal Euskadi y Bilbovisión, en el teatro y en diversos espectáculos.
Yogurinha, inicialmente Yurina Borova, es una rubia rusa procedente de Vladivostok, espía y relacionada con la gimnasia rítmica.
También trabaja con niños en el campo de la educación a través de sus canciones en euskera.
Yogurina Borova es un personaje creado por Eduardo Gaviña Marañón (Llodio, 30 de junio de 1969). Gaviña estudió Artes Gráficas en Atxuri; es fotógrafo de profesión.

## Obras
Su primer álbum es Carbono 14, publicado por la discográfica Gor en 2011. La selección de las canciones que Yogurinha cantaba es personal con la participación de otros músicos como Stefan Olsdas, Luis Miguélez, Pierre Pascual, La Prohibida, etc.
Para su segundo disco, Bai, sí, Yes (Gor, 2013), contó con la colaboración de varios compositores para crear canciones como Iker Sadaba, Aitor de Olano, Fernando Carvalho, Los Ganglios y Oier Aldekoa. Su primer sencillo fue Munduko alabak y promovió la campaña de crowdfunding para la producción del primer vídeo.
Su tercer álbum fue el resultado de un concurso organizado en redes sociales. Titulado Missex (Gor, 2015), son versiones de la mezcla de canciones del disco anterior, añadiendo nuevas canciones.
Eraso sexistarik ez Poliamor es el sencillo precedente del disco Poliamor (Gor, 2017). En este disco, al igual que en otros, canta unas canciones en euskera y otras en castellano.
El disco Amari (Gor, 2017) incluye trabajos anteriores cantados en euskera.
En 2017 puso en marcha un proyecto de micromecenazgo para la producción del documental My Way Out (Soy yo), bajo la dirección de Izaskun Arandia. Se trata de una especie de road movie en la que Yoghurina buscará su feminidad a través de entrevistas con familias, amigos, transexuales, personas de no género… También se trasladará a Londres a una reunión de cross-dresser local y a la fiesta de cumpleaños número 25 de la discoteca transgénero "The Way Out".

## Discografía

### Álbumes de estudio
- Carbono 14 (Gor, 2011)
- Bai, sí, yes (Gor, 2013)
- Missex (Gor, 2015)
- Poliamor (Gor, 2017)
- Amari (Gor, 2017)

### Sencillos
- Paris Paris (Gor, 2011)
- Moko Toko (Gor, 2011)
- Esnekiak Gogoko Ditut (Gor, 2011)
- Enamorizada (Gor, 2012)
- Munduko Alabak (Gor, 2013)
- Alderaan (Gor, 2015)
- Eraso sexistarik ez (Gor, 2017)
- Normal (2023)